# ما جون
ما جون (بالصينية: 马君) (6 مارس 1989 بيانيونغانغ في الصين - ) هي لاعبة كرة قدم صينية في مركز الوسط. شاركت مع منتخب الصين الوطني لكرة القدم للنساء.

## وصلات خارجية
- ما جون على موقع الاتحاد الدولي (مؤرشف)  (الإنجليزية)
- ما جون على موقع الاتحاد الأوربي (الإنجليزية)
- ما جون على موقع قاعدة بيانات كرة القدم.إي يو (الإنجليزية)
- ما جون على موقع Soccerway.com (الإنجليزية)
- ما جون على موقع عالم كرة القدم.نت (الإنجليزية)
- ما جون على موقع اللجنة الأولمبية الصينية (الإنجليزية)